# Telenova
Ej att förväxlas med: Telanova som är ett varumärke som tillhör företaget MobileGroup Nordic AB och som bedriver uppsökande försäljning av mobilabonnemang. Telanova är en mobiloperatör som går på Telias master.
Telenova AB var ett företag ägt av Televerket. Det ägnade sig under 1980-talet främst åt vidareutvecklingen av den svenska skoldatorn COMPIS efter att Svenska Datorer AB gått i konkurs. 2003 startade ett nytt företag Telenova AB som en leverantör av Ericssons telefonsystem.

## Datorer
Telenova AB bildades den 1 juli 1984 som dotterbolag till Teleinvest AB under namnet Teli Datorer AB. Det kom sig av att verksamheten hade börjat i projektform inom Televerkets verkstadsbolag Teleindustrier AB (Teli). Under 1985 bytte Teli Datorer namn till TeleNova AB. Företaget var baserat i Nynäshamn där Teli hade en fabrik. Den viktigaste produkten var skoldatorn Compis, som utvecklades i samarbete med Esselte Studium. Verkställande direktör för TeleNova var Kai Lervik som tidigare varit chef för Teli. Planen för första verksamhetsåret var att leverera ca 8000 Compisdatorer. En tid efter att Compis lanserades fanns ett stort antal sinsemellan inkompatibla persondatorer. När kloner av IBM:s PC-datorer levererades av många tillverkare konkurrerades de udda systemen ut, bland dem Compis.Under 1990-talet arbetade Telenova med utbildning samt att utveckla och sälja tekniska hjälpmedel för bland andra funktionshindrade personer. Företaget bytte 1996 namn till Svenska Enter Rehabilitering AB och ingick då i Iris-koncernen som delvis ägdes av Synskadades stiftelse. Därmed blev namnet fritt för nya ändamål.

## Telefonsystem
Telenova AB som startade 2003 var ett privatägt företag och auktoriserad helhetsleverantör av Ericssons hela sortiment kommunikationsprodukter såsom telefonsystemen Ericsson MX-ONE, MD Evolution, EMS - Enterprise Multimedia Server samt tjänsten Telenova Funktionell Telefoni, IP-PBX Centrex för företag som ville ha en flexibel och geografiskt spridd telefonilösning. Telenova hade kontor i Stockholm (Kista Science Tower) och i centrala Göteborg. År 2009 köptes Telenova AB av DGC.